# Hermitage (Missouri)
Hermitage település az Amerikai Egyesült Államok Missouri államában, Hickory megyében, melynek megyeszékhelye is. Lakosainak száma 621 fő (2020. április 1.).

## Népesség
A település népességének változása:

| 2010 | 467 |
| 2020 | 621 |